# 조잔케이

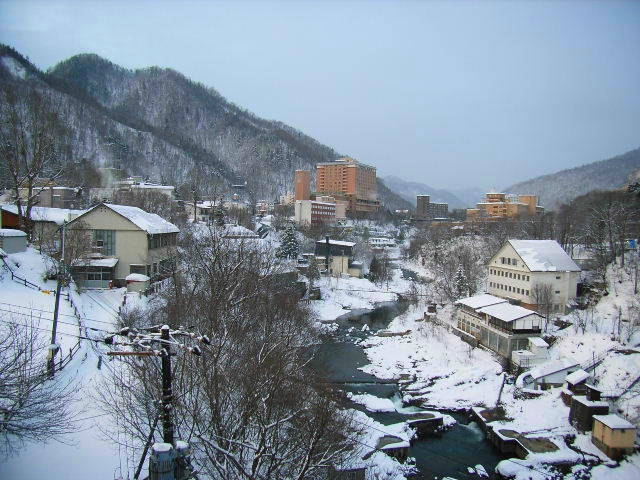
겨울의 조잔케이 온천가

조잔케이(定山渓)는 일본 홋카이도 삿포로시 미나미구의 지명이다. 여기에 조잔케이 온천이 있어 온천가를 형성하고 있다. 지명의 유래는 1866년경 이 지역에 온천의 존재를 확인해 탕치장을 만들고, 조잔케이 지구의 개척에 공헌한 미이즈미 조잔의 이름에서 유래한다.